# Joaquim da Mota
Joaquim M. Ferreira da Mota (ur. 29 maja 1903) – portugalski strzelec, olimpijczyk.
Startował na Letnich Igrzyskach Olimpijskich 1936 w Berlinie. Wystąpił tylko w strzelaniu z pistoletu szybkostrzelnego z 25 metrów, w którym odpadł w eliminacjach.